# Campionat Interandinos
El campionat Interandinos fou una competició esportiva professional disputada per equips de la zona de Quito i Ambato. Es disputà entre 1954 i 1967, substituint l'antic campionat amateur de Pichincha. Amb la desaparició del campionat, els clubs professionals de la regió disputaren exclusivament el campionat equatorià de futbol.

## Historial
Font:
- 1954: LDU Quito (1)
- 1955: Deportivo Quito (1)
- 1956: Deportivo Quito (2)
- 1957: Deportivo Quito (3)
- 1958: LDU Quito (2)
- 1959: SD Aucas (1)
- 1960: LDU Quito (3)
- 1961: LDU Quito (4)
- 1962: SD Aucas (2)
- 1963: Deportivo Quito (4)
- 1964: Politécnico (1)
- 1965: Universidad Católica de Quito (1)
- 1966: LDU Quito (5)
- 1967: LDU Quito (6)